# Enrique (album)
Albums de Enrique Iglesias
Bailamos: Greatest Hits
(1998) Escape
(2001)
Singles
1. Bailamos
Sortie : 17 août 1999
2. Rhythm Divine
Sortie : 9 octobre 1999
3. Be with You
Sortie : 24 février 2000
4. You're My #1
Sortie : 13 mars 2000[2] (Brésil)
5. Could I Have This Kiss Forever
Sortie : 25 juillet 2000
6. Sad Eyes
Sortie : 9 septembre 2000

Enrique est le quatrième album (et le premier album en anglais) du chanteur espagnol Enrique Iglesias. Enregistré chez Interscope Records après le grand succès de la chanson Bailamos incluse dans la bande originale du film Wild Wild West, il est sorti à la fin de la même année 1999.

## Histoire
À partir de 1999, Enrique commence à chanter en anglais, inspiré par le succès d'autres chanteurs latinos qui se mettent désormais à chanter dans les deux langues, anglaise et espagnole, comme Ricky Martin. Sa contribution à la bande originale du film de Will Smith Wild Wild West ira dans ce sens puisque Bailamos se classera no 1 aux États-Unis dans la catégorie générale. Après le succès de Bailamos, de nombreux labels désirent le produire. Il signe alors, après de nombreuses semaines de négociations, un contrat pour enregistrer plusieurs albums chez Interscope. Il enregistre et sort alors son premier album totalement en anglais, Enrique. Cet album pop, parsemé d'influences latines, est enregistré en deux mois et contient un duo avec la chanteuse Whitney Houston, Could I Have This Kiss Forever, ainsi qu'une reprise d'un titre de Bruce Springsteen, Sad Eyes. Le troisième single extrait de cet album, Be with You, deviendra son second no 1. Le dernier single extrait de cet album, You're My Number 1 est réenregistré et commercialisé dans certains pays seulement, car une partie de la chanson est désormais chantée par un artiste local (Alsou en Russie, Sandy & Junior au Brésil et Valen Hsu en Asie)[réf. nécessaire].

## Liste des pistes
| No  | Titre                                                        | Auteur                                              | Producteur(s)                      | Durée |
| --- | ------------------------------------------------------------ | --------------------------------------------------- | ---------------------------------- | ----- |
| 1.  | Rhythm Divine                                                | Paul Barry, Mark Taylor                             | Taylor, Brian Rawling              | 3:29  |
| 2.  | Be With You                                                  | Enrique Iglesias, Barry, Taylor                     | Taylor, Rawling                    | 3:40  |
| 3.  | I Have Always Loved You                                      | Rick Nowels, Billy Steinberg, Marie Claire D'ubaldo | Taylor, Rawling, Walter Turbitt    | 4:24  |
| 4.  | Sad Eyes                                                     | Bruce Springsteen                                   | Iglesias, Lester Mendez            | 4:08  |
| 5.  | I'm Your Man                                                 | Iglesias, Patrick Leonard                           | Leonard                            | 4:43  |
| 6.  | Óyeme ("Listen")                                             | Iglesias, Estéfano, Nowels, Steinberg               | Iglesias, Mendez, Estéfano, Nowels | 4:22  |
| 7.  | Could I Have This Kiss Forever (en duo avec Whitney Houston) | Diane Warren                                        | David Foster                       | 4:21  |
| 8.  | You're My #1                                                 | Iglesias, Mendez                                    | Iglesias, Mendez                   | 4:29  |
| 9.  | Alabao                                                       | Iglesias, Chein García-Alonso, Rhett Lawrence       | Lawrence, Iglesias                 | 4:00  |
| 10. | Bailamos                                                     | Barry, Taylor                                       | Taylor, Rawling                    | 3:34  |
| 11. | Ritmo total (Rhythm Divine)                                  | Barry, Taylor, Rafael Pérez-Botija                  | Taylor, Rawling                    | 3:29  |
| 12. | Más es amar (Sad Eyes)                                       | Springsteen, Pérez-Botija                           | Iglesias, Mendez                   | 4:14  |
| 13. | No puedo más sin ti (I'm Your Man)                           | Iglesias, Leonard, Pérez-Botija                     | Leonard                            | 4:48  |

| 8. | You're My #1 (duet with Valen Hsu) |  |

| 14. | You're My #1 [Portuguese / English version] (with Sandy & Junior) |  |
| 15. | You're My #1 [English version] (with Sandy & Junior)              |  |

| 8. | You're My #1 (duet with Alsou) |  |

| 14. | Rhythm Divine (Fernando Garibay Remix) | 3:48 |

| 14. | Rhythm Divine (Fernando Garibay Remix)  | 3:48 |
| 15. | Bailamos (Fernando Garibay Latin Remix) | 4:19 |

| 1.  | Bailamos (Groove Brothers Radio Edit)          | 3:25 |
| 2.  | Bailamos (Groove Brothers Extended Mix)        | 5:07 |
| 3.  | Rhythm Divine (Fernando's English Club Mix)    | 5:35 |
| 4.  | Rhythm Divine (Morales Club Mix)               | 7:36 |
| 5.  | Rhythm Divine (Lord G's Divine Dub)            | 6:48 |
| 6.  | Rhythm Divine (Mijango's English Extended Mix) | 6:57 |
| 7.  | Be With You (Fernando Garibay's Club Mix)      | 7:45 |
| 8.  | Be With You (Thunderpuss 2000 12" Club Mix)    | 8:17 |
| 9.  | Be With You (Thunderpuss 2000 Thunderdub)      | 8:17 |
| 10. | Be With You (Mijango's Extended Mix)           | 5:02 |